# Championnats du monde d'aviron 2009
Navigation
Linz 2008 Hamilton 2010
Les championnats du monde d'aviron 2009, 39e du nom, se sont tenus du 23 au 30 août 2009 à Poznań, en Pologne.

## Podiums

### Hommes
| Épreuves                           | Or | Or            | Argent | Argent        | Bronze | Bronze        |
| ---------------------------------- | --- | ------------- | --- | ------------- | --- | ------------- |
| Skiff M1x                          | Nouvelle-Zélande Mahé Drysdale | 6 min 33 s 35 | Royaume-Uni Alan Campbell | 6 min 34 s 30 | Tchéquie Ondřej Synek | 6 min 38 s 53 |
| Skiff poids légers LM1x            | Nouvelle-Zélande Duncan Grant | 6 min 50 s 78 | Grèce Vasílios Polýmeros | 6 min 52 s 33 | Danemark Mads Rasmussen | 6 min 56 s 25 |
| Deux de couple M2x                 | Allemagne Eric Knittel Stephan Krüger | 6 min 07 s 02 | France Julien Bahain Cédric Berrest | 6 min 07 s 82 | Estonie Allar Raja Kaspar Taimsoo | 6 min 07 s 86 |
| Deux de pointe M2-                 | Nouvelle-Zélande Eric Murray Hamish Bond | 6 min 15 s 93 | Royaume-Uni Peter Reed Andrew Triggs Hodge | 6 min 17 s 45 | Grèce Nikolaos Gkountoulas Apóstolos Gountoúlas | 6 min 23 s 01 |
| Deux de pointe avec barreur M2+    | États-Unis Troy Kepper Henrik Rummel Marcus McElhenney                                                                                         | 6 min 53 s 58 | Tchéquie Jakub Makovička Václav Chalupa Jr Oldřich Hejdušek                                                                                     | 6 min 54 s 58 | Allemagne Florian Eichner Philipp Naruhn Tim Berent | 6 min 55 s 44 |
| Deux de couple poids légers LM2x   | Nouvelle-Zélande Storm Uru Peter Taylor | 6 min 10 s 62 | France Jérémie Azou Frédéric Dufour | 6 min 12 s 57 | Italie Marcello Miani Elia Luini | 6 min 15 s 08 |
| Deux de pointe poids légers LM2-   | France Fabien Tilliet Jean-Christophe Bette | 6 min 29 s 63 | Italie Andrea Caianiello Armando Dell'Aquila | 6 min 31 s 40 | Serbie Nenad Babović Miloš Tomić | 6 min 31 s 58 |
| Quatre de couple M4x               | Pologne Konrad Wasielewski Marek Kolbowicz Michał Jeliński Adam Korol                                                                          | 5 min 38 s 53 | Australie Nick Hudson Jarred Bidwell David Crawshay Daniel Noonan                                                                               | 5 min 39 s 66 | Allemagne Tim Grohmann Karsten Brodowskin Marcel Hacker Tim Bartels | 5 min 39 s 85 |
| Quatre de pointe M4-               | Royaume-Uni Alex Partridge Richard Egington Alex Gregory Matthew Langridge                                                                     | 5 min 47 s 28 | Australie Matthew Ryan James Marburg Cameron McKenzie-McHarg Francis Hegerty                                                                    | 5 min 49 s 20 | Slovénie Tomaž Pirih Rok Rozman Rok Kolander Miha Pirih | 5 min 51 s 11 |
| Quatre de couple poids légers LM4x | Italie Franco Sancassani Daniele Gilardoni Lorenzo Bertini Stefano Basalini                                                                    | 5 min 47 s 50 | Allemagne Knud Lange Lars Wichert Felix Övermann Michael Wieler                                                                                 | 5 min 49 s 89 | Danemark Hans Christian Sørensen Christian Nielsen Rasmus Quist Andreas Rambøl                                                                                           | 5 min 51 s 67 |
| Quatre de pointe poids légers LM4- | Allemagne Matthias Schömann-Finck Jost Schömann-Finck Jochen Kühner Martin Kühner                                                              | 5 min 50 s 77 | Danemark Christian Pedersen Jens Vilhelmsen Kasper Winther Morten Jørgensen                                                                     | 5 min 51 s 02 | Pologne Łukasz Pawłowski Łukasz Siemion Miłosz Bernatajtys Paweł Rańda                                                                                                   | 5 min 52 s 70 |
| Huit M8+                           | Allemagne Urs Käufer Gregor Hauffe Florian Mennigen Kristof Wilke Richard Schmidt Philip Adamski Toni Seifert Sebastian Schmidt Martin Sauer   | 5 min 24 s 13 | Canada Steven Vanknotsenburg Gabriel Bergen Robert Gibson Douglas Csima Malcolm Howard Andrew Byrnes James Dunaway Derek O'Farrell Mark Laidlaw | 5 min 27 s 15 | Pays-Bas Meindert Klem Robert Lücken David Kuiper Jozef Klaassen Olivier Siegelaar Mitchel Steenman Olaf van Andel Diederik Simon Peter Wiersum                          | 5 min 28 s 32 |
| Huit poids légers LM8+             | Italie Luigi Scala Davide Riccardi Livio La Padula Martino Goretti Emiliano Ceccatelli Gennaro Gallo Jiri Vlcek Bruno Mascarenhas Andrea Lenzi | 5 min 33 s 92 | États-Unis John Dise Kenneth McMahon Ryan Fox Andrew Diebold Anthony Fahden Matt Muffelman James Sopko Matthew Kochem Kerry Quinn               | 5 min 37 s 15 | Pays-Bas Thom van den Anker Diederick van den Bouwhuijsen Maarten Tromp Jolmer van der Sluis Stijn Verwey Rutger Bruil Dion van Schie Joeri Bruschinski Ryan den Drijver | 5 min 39 s 69 |

### Femmes
| Épreuves                           | Or | Or            | Argent | Argent        | Bronze | Bronze        |
| ---------------------------------- | --- | ------------- | --- | ------------- | --- | ------------- |
| Skiff W1x                          | Biélorussie Ekaterina Karsten-Khodotovitch | 7 min 11 s 78 | Royaume-Uni Katherine Grainger | 7 min 13 s 57 | Tchéquie Mirka Knapková | 7 min 16 s 22 |
| Skiff poids légers LW1x            | Suisse Pamela Weisshaupt | 7 min 36 s 23 | Italie Laura Milani | 7 min 37 s 18 | Danemark Juliane Rasmussen | 7 min 37 s 42 |
| Deux de couple W2x                 | Pologne Magdalena Fularczyk Julia Michalska | 6 min 47 s 18 | Royaume-Uni Anna Bebington Annabel Vernon | 6 min 48 s 82 | Bulgarie Rumyana Neykova Miglena Markova | 6 min 50 s 16 |
| Deux de pointe W2-                 | États-Unis Zsuzsanna Francia Erin Cafaro | 7 min 06 s 28 | Roumanie Camelia Lupaşcu Nicoleta Albu | 7 min 06 s 64 | Nouvelle-Zélande Emma-Jane Feathery Rebecca Scown | 7 min 06 s 94 |
| Deux de couple poids légers LW2x   | Grèce Christína Yazitzídou Alexandra Tsiavou | 6 min 51 s 46 | Pologne Magdalena Kemnitz Agnieszka Renc | 6 min 56 s 65 | Royaume-Uni Hester Goodsell Sophie Hosking | 6 min 56 s 67 |
| Quatre de couple W4x               | Ukraine Svitlana Spiryukhova Tetiana Kolesnikova Anastasiia Kozhenkova Yana Dementyeva                                                              | 6 min 18 s 41 | États-Unis Megan Walsh Stesha Carle Sarah Trowbridge Kathleen Bertko                                                                                 | 6 min 21 s 54 | Allemagne Annekatrin Thiele Peggy Waleska Stephanie Schiller Christiane Huth                                                                           | 6 min 24 s 27 |
| Quatre de pointe W4-               | Pays-Bas Chantal Achterberg Nienke Kingma Carline Bouw Femke Dekker                                                                                 | 6 min 31 s 34 | États-Unis Amanda Polk Jamie Redman Eleanor Logan Esther Lofgren                                                                                     | 6 min 36 s 01 | Canada Sarah Waterfield Sandra Kisil Jennifer Tuters Emma Darling                                                                                      | 6 min 36 s 87 |
| Quatre de couple poids légers LW4x | Allemagne Lena Müller Helke Nieschlag Laura Tibitanzl Julia Kroeger                                                                                 | 6 min 32 s 91 | Royaume-Uni Stephanie Cullen Laura Greenhalgh Andrea Dennis Jane Hall                                                                                | 6 min 35 s 42 | États-Unis Hillary Saeger Lindsey Hochman Stefanie Sydlik Abelyn Broughton                                                                             | 6 min 36 s 88 |
| Huit W8+                           | États-Unis Erin Cafaro Mara Allen Laura Larsen-Strecker Zsuzsanna Francia Anna Goodale Lindsay Shoop Caroline Lind Katherine Glesner Katelin Snyder | 6 min 05 s 34 | Roumanie Roxana Cogianu Ionelia Neacsu Maria Diana Bursuc Ioana Craciun Adelina Cojocariu Nicoleta Albu Camelia Lupascu Enikő Barabás Teodora Stoica | 6 min 06 s 94 | Pays-Bas Nienke Groen Claudia Belderbos Jacobine Veenhoven Sytske De Groot Chantal Achterberg Nienke Kingma Carline Bouw Femke Dekker Anne Schellekens | 6 min 07 s 43 |

### Paralympique
| Épreuves  | Or          | Or | Argent  | Argent | Bronze      | Bronze |
| --------- | ----------- | -- | ------- | ------ | ----------- | ------ |
| AM1x      | Royaume-Uni |    | Ukraine |        | Australie   |        |
| AW1x      | Ukraine     |    | France  |        | Biélorussie |        |
| TAMx2x    | Ukraine     |    | Brésil  |        | Pologne     |        |
| LTAIDMX4+ | Hong Kong   |    | Italie  |        |             |        |
| LTAMX4+   | Royaume-Uni |    | Italie  |        | Allemagne   |        |

## Tableau des médailles par pays
| Rang  | Nation           | Or | Argent | Bronze | Total |
| ----- | ---------------- | -- | ------ | ------ | ----- |
| 1     | Allemagne        | 4  | 1      | 4      | 9     |
| 2     | Nouvelle-Zélande | 4  | 0      | 1      | 5     |
| 3     | Royaume-Uni      | 3  | 5      | 1      | 9     |
| 4     | États-Unis       | 3  | 3      | 1      | 7     |
| 5     | Ukraine          | 3  | 1      | 0      | 4     |
| 6     | Italie           | 2  | 4      | 1      | 7     |
| 7     | Pologne          | 2  | 1      | 2      | 5     |
| 8     | France           | 1  | 3      | 0      | 4     |
| 9     | Grèce            | 1  | 1      | 1      | 3     |
| 10    | Pays-Bas         | 1  | 0      | 3      | 4     |
| 11    | Biélorussie      | 1  | 0      | 1      | 2     |
| 12    | Hong Kong        | 1  | 0      | 0      | 1     |
| 12    | Suisse           | 1  | 0      | 0      | 1     |
| 14    | Australie        | 0  | 2      | 1      | 3     |
| 15    | Roumanie         | 0  | 2      | 0      | 2     |
| 16    | Danemark         | 0  | 1      | 3      | 4     |
| 17    | Tchéquie         | 0  | 1      | 2      | 3     |
| 18    | Canada           | 0  | 1      | 1      | 2     |
| 19    | Brésil           | 0  | 1      | 0      | 1     |
| 20    | Bulgarie         | 0  | 0      | 1      | 1     |
| 20    | Estonie          | 0  | 0      | 1      | 1     |
| 20    | Slovénie         | 0  | 0      | 1      | 1     |
| 20    | Serbie           | 0  | 0      | 1      | 1     |
| TOTAL | TOTAL            | 27 | 27     | 26     | 80    |